# Arabstenskvätta
Arabstenskvätta (Oenanthe lugentoides) är en tätting i familjen flugsnappare. Den förekommer enbart på södra Arabiska halvön och dess artstatus är omtvistad. Beståndet anses vara livskraftigt.

## Utseende
Arabstenskvättan är medelstor svartvit tätting med en kroppslängd på 13,5-14,5 centimeter. Hanen är lik nominatformen av sorgstenskvätta (Oenanthe lugens), med sin svarta ovansida och vitt på hjässa och nacke samt ett jämnbrett svart ändband på den huvudsakligen vita stjärten. Den är dock något kraftigare, det svarta på halsen sträcker sig ner till övre delen av bröstet och det svarta på ryggen längre upp på nacken och längre ner på övergumpen. Undergumpen är vidare orangebrungul och det ljusa fönstret i den mörka vingen lite mindre.
Nominatformen lugentoides har några mörka streck på den ljusa hjässan medan boscaweni saknar dessa. Den senare har även mer vitt på övergumpen.
Honan skiljer sig tydligt med gråbrunt huvud och ovansida med rödbruna örontäckare. Undersidan är vitaktig med diffusa streck på bröstet. I flykten saknas vitt på handpennorna, som kan verka nästan genomskinliga.

## Läte
Sången är kort och högljutt bubblande. Lätet beskrivs i engelsk som ett "chuck-a-doo" likt stenar som slås ihop. Även pilfinkslika "tek-tek", raspiga "kaak" uppblandat med ljusa "seeek" hörs.

## Utbredning och systematik
Arabstenskvätta delas in i två underarter med följande utbredning:
- Oenanthe lugentoides lugentoides – förekommer i sydvästra Saudiarabien och västra Jemen
- Oenanthe lugentoides buscaweni – förekommer i nordvästra Jemen och södra Oman

En del individer av lugentoides rör sig möjligen in i centrala Saudiarabien vintertid.
Vissa behandlar arabstenskvättan som en del av etiopienstenskvätta (Oenanthe lugubris), eller av Oenanthe lugens när den förra inkluderas i den senare.

### Familjetillhörighet
Stenskvättorna ansågs fram tills nyligen liksom bland andra buskskvättor, stentrastar, rödstjärtar vara små trastar. DNA-studier visar dock att de är marklevande flugsnappare (Muscicapidae) och förs därför numera till den familjen.

## Levnadssätt
Arten påträffas på 1000 till 2500 meters höjd, både på platt mark och klippiga sluttningar med sparsam låg vegetation, men med buskar och träd, inklusive akacia och täta ensnår nära bebyggelse. Tillfälligtvis ses den inne i städer. Häckningssäsongen är utsträckt med observationer av nykläckta ungar mellan mars och juli, bon i september och flygga ungar i januari.

## Status
Arten har ett stort utbredningsområde och beståndet anses vara stabilt. Internationella naturvårdsunionen IUCN listar den därför som livskraftig (LC). Beståndet uppskattas till i storleksordningen en till 1,3 miljoner vuxna individer. Underarten lugentoides beskrivs som vanlig på sydvästra Arabiska halvön.